# Trachurus japonicus
Trachurus japonicus es una especie de peces de la familia Carangidae en el orden de los Perciformes.

## Morfología
• Los machos pueden llegar alcanzar los 50 cm de longitud total.

## Distribución geográfica
Se encuentra desde el sur del Japón y Corea hasta el Mar de la China Oriental.